# Don Pasquale
A Don Pasquale Gaetano Donizetti egyik háromfelvonásos vígoperája (opera buffa). A szövegkönyvét a zeneszerző és Giovanni Ruffini írták Angelo Anelli librettója nyomán, amelyet Stefano Pavesi Ser Marcantonio című operája számára írt (1810). A Don Pasquale Donizetti 64-ik operája. Ősbemutatójára 1843. január 3-án került sor a párizsi Théâtre Italienben.

## Szereplők
| Szereplő                     | Hangfekvés |
| ---------------------------- | ---------- |
| Don Pasquale, idős agglegény | bariton    |
| Ernesto, az unokaöccse       | tenor      |
| Malatesta, orvos             | bariton    |
| Norina, fiatal özvegy        | szoprán    |
| Jegyző                       | basszus    |

## Cselekménye
Helyszín:Róma
Idő: 18. század

### Első felvonás

#### Első kép
Helyszín: Don Pasquale háza
Don Pasquale, a vagyonos, bogaras, idős agglegény türelmetlenül járkál fel s alá: háziorvosát, Malatesta doktort várja, aki ezúttal nem közönséges gyógyszert hoz neki, hanem különleges gyógyszert – egy menyasszonyt. Az orvos megérkezik s büszkén jelenti, hogy megbízatását elvégezte. Menyasszonynak tulajdon húgát ajánlja. Don Pasquale szerelmes fellángolásában nem feledkezik meg azonban unokaöccse iránti haragjáról sem, aki minden tiltás ellenére Norinát, a fiatal özvegyet szándékozik feleségül venni. Büntetésképpen ki akarja zárni az ifjút az örökségből, remélve, hogy pénztelenségében eláll a tervezett házasságtól. Ernestót meglepi nagybátyja házassági szándéka.

#### Második kép
Helyszín: Norina háza
Norina, a bájos fiatal özvegy kanapéján ül, és egy szerelmes regényt olvas, miközben Malatesta doktort várja. Még mielőtt a doktor belépne, egy szolga bizalmas levelet ad át Norinának, melyben Ernesto üzeni, hogy Malatesta közbenjárásával Don Pasquale nősülni készül, őt pedig ki akarja tagadni az örökségből. A doktor azonban megnyugtatja: Don Pasquale már régóta házasodni készül, és minthogy hiába próbálta lebeszélni – az öreg annyira makacs –, taktikát kellett változtatni. Ő tehát már nem ellenkezik vele, sőt színleg még hozzá is segíti a házassághoz. Azt füllentette az öregnek, hogy tulajdon húgát adja hozzá nőül. Ebből csak annyi igaz, hogy Malatestának valóban van húga, aki azonban kolostorban nevelkedik. Az orvos terve most az, hogy őt, Norinát mutatja be testvérhúgaként. Egyik barátját pedig mint jegyzőt vezetik majd be az agglegény házába, ő köti majd meg a látszatházasságot. Norina feladata csak annyi lesz, hogy magába bolondítsa a vénembert, hogy aztán egyszer s mindenkorra elvegye kedvét a házasságtól. Norina boldogan beleegyezik a cselszövésbe.

### Második felvonás
Helyszín: Don Pasquale háza
Ernesto elbúcsúzik otthonától és szerelmétől, elutazni készül. Távozása után megérkezik Don Pasquale majd a doktor, aki magával hozza iruló-piruló szende húgát, Sofroniát, aki állításai szerint nemrég hagyta el a zárda falait. Norina kitűnően játssza szerepét. Ájuldozik, mikor meglátja leendő férjét: az ő szűzi pillantása férfinak a közelségét sem bírja. Az öreg agglegény olvadozik: azonnal házasodni akar. Malatesta persze mindent elrendezett. Mindjárt kéznél a jegyző, s hamarosan papírra vetik a szerződést. A házassági okiratba belekerül az is, hogy Don Pasquale minden vagyonát kettőjükre íratja át és rendelkezési jogot ad Norinának vagyona felett. Mivel csak egy tanú van kéznél, Ernesto éppen a legjobbkor érkezik. Persze sejtelme sincs az egész cselszövésről, és megdöbbenve látja, hogy nemcsak Malatestát, a jó barátot vesztette el, hanem Norina, az imádott asszony is cserbenhagyta. Kétségbeesésében majdnem felborítja az egész tervet, de a doktor gyorsan lecsillapítja és a fülébe súgja tervét. Alighogy aláírták a szerződést, a fiatalasszony máris a ház úrnőjének érzi magát: parancsolóvá, zsémbessé, pattogóvá válik, Don Pasquale meglepődésére. A férjét is kioktatja, majd alaposan megszidja. Ernesto most már mindent megért, s kissé még szánja is az öreget.

### Harmadik felvonás

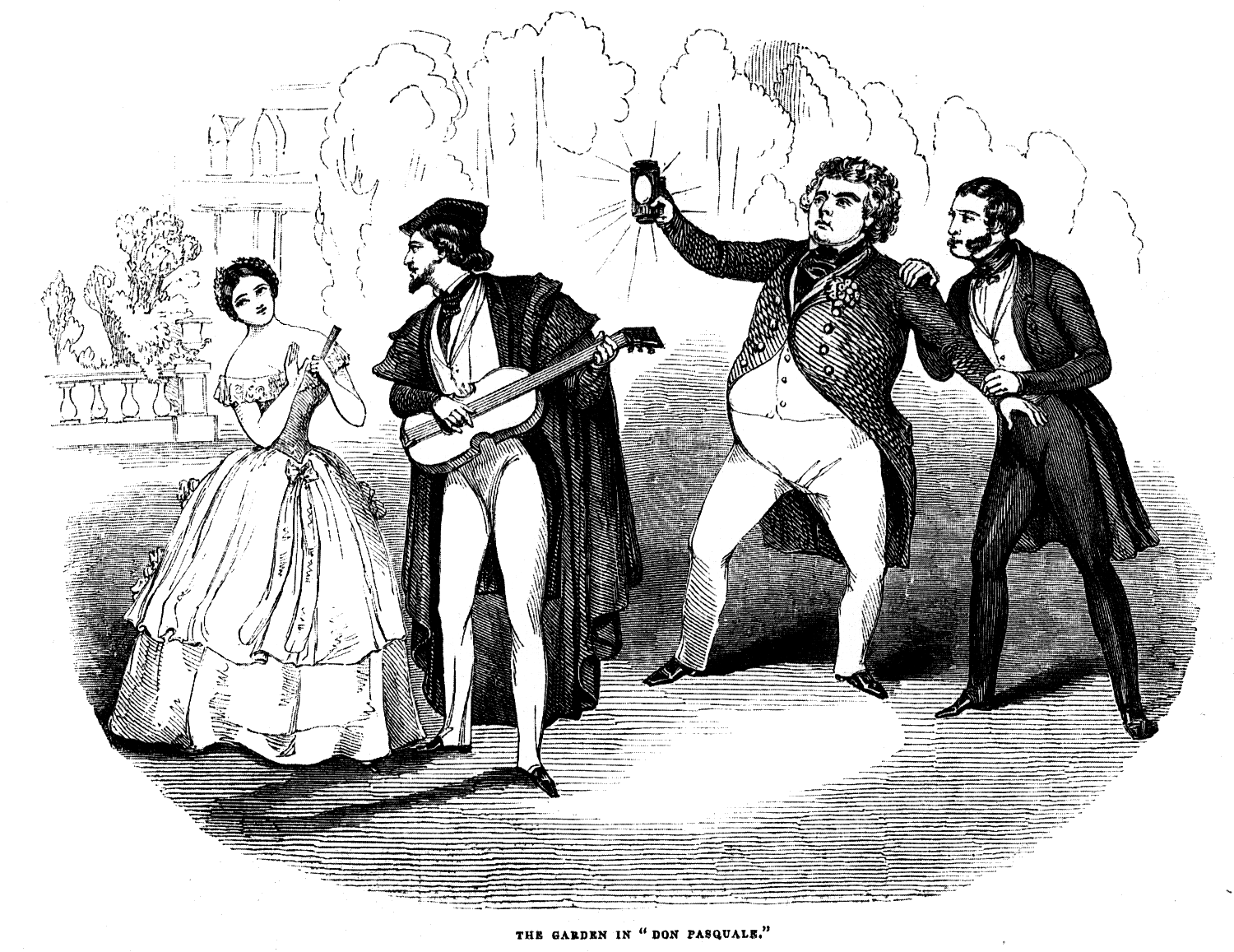
Illusztráció a harmadik felvonás második képéről

#### Első kép
Helyszín: Don Pasquale háza
Don Pasquale otthona alaposan megváltozott: ahány asztal, szék akadt a lakásban, az mind teleszórva ruhákkal, kalapokkal, szőrmékkel, csipkékkel. Ő maga pedig magába roskadtan üldögél. Kétségbeesetten nézegeti a töméntelen számlát, amely ugyancsak az ifjú asszony pazarlásáról tanúskodik. Pasquale úgy érzi, hogy most már itt az ideje, hogy teljes erélyét latba vesse, ám próbálkozása sikertelenül jár. Norina ugyan sajnálja egy kissé az öreget, de csak így tudják céljukat elérni. A teljesen lesújtott Don Pasquale búcsúzóul kap azonban egy pár kedveskedő szót, majd a fiatalasszony ellibeg, s az öreg ottmarad töméntelen asszonyi holmi és a garmadára nőtt számlák között. Az egyik számláról, melyet Norina szándékosan ejtett el, kiderül, hogy nem is számla, hanem légyottra hívó levélke. Pasquale már betűzi is: Ma este 9 és 10 óra között várlak a kertben. Engedj be a hátsó kiskapun, ahol a fák árnyéka biztos rejtekhelyet nyújt. Majd dallal adok jelt… A te hűséges szerelmesed. Az öregember azonnal Malatesta doktorért küld, majd visszavonul. Ekkor betódul a ház népe, akiknek az új úrnő érkezése óta ugyan percnyi nyugtuk sem volt, de örülnek, mert sokkal több pénz jut nekik. Megérkezik a doktor Ernesto kíséretében. A fiatalember találkozik a kertben Norinával s ügyesen eltűnik, mielőtt Pasquale és a doktor lecsaphatnának rájuk. Alig csukódik be az ajtó Ernesto mögött, bevánszorog az öreg Don Pasquale. Minden szava panasz és siránkozás. Felképelték, vagyonát tékozolják s mindezek betetőzéséül íme a levél, amely a fiatalasszony feslettségét bizonyítja. A doktor azt ajánlja az öregembernek, hogy lessék meg a hitszegő feleséget, ijesszenek rá. Az öreg férjnek azonban ez nem elég: ő szabadulni akar az asszonytól. Alaposan kitervelik a rajtaütést. Pasquale előre élvezi az édes bosszút, a doktor pedig gyönyörködik terve sikerében.

#### Második kép
Helyszín: Don Pasquale kertje
Ernesto szerenáddal várja szerelmét. Norina meg is jelenik, de érkezik Don Pasquale is, nyomában a doktorral. Minthogy Ernesto idejében elosont, Norina kitarthat amellett, hogy csak levegőzni volt a kertben. Végül azonban Malatesta mégis megtalálja a módját, hogy öreg barátját megszabadítsa Sofroniától, Ernestót pedig hozzájuttassa Norinájához. Közli az ál-Sofroniával, hogy Ernesto feleséget hoz a házba, a bájos fiatal özvegyet, Norinát. Sofronia erre kijelenti, hogy ő pedig egy percig sem hajlandó egy fedél alatt maradni azzal a kacér teremtéssel. Don Pasqualénak sem kell több: beleegyezik unokaöccse házasságába, csak a „felesége” menjen a házából. Rögtön hívatja az unokaöccsét. Don Pasquale megtudja, hogy Sofroniája azonos Norinával. A fiatalok térden állva kérik bocsánatát. Don Pasquale meg is bocsát, annyira örül, hogy ha – nagy árat fizetett is érte – visszanyerheti öreg napjainak nyugalmát. Végül Norina a közönséghez fordul: Urak, hölgyek, ugye sejtik, mi a játék tanulsága? Szerelemre, házasságra Öreg ember nem való!.

## Híres áriák, zeneművek
- Bella siccome un angelo, Malatesta áriája (első felvonás)
- Sogno soave e casto, Ernesto áriája (első felvonás)
- Quel guardo il cavaliere, Norina áriája (első felvonás)
- Pronta io son, Norina és Malatesta kettőse (első felvonás)
- Povero Ernesto […] Cercherò lontana terra, Se tu sei ben mio felice, Ernesto áriája (második felvonás)
- È rimasto là impetrato, kvartett - Don Pasquale-Norina-Ernesto-Malatesta (második felvonás)
- Cheti, cheti immantinente,  Malatesta és Don Pasquale kettőse (harmadik felvonás)
- Com'è gentil - la notte a mezzo april!, Ernesto szerenádja (harmadik felvonás)
- Tornami a dir che m'ami, Norina és Ernesto duettje (harmadik felvonás)